# III. Oródész pártus király
III. Oródész (pártus nyelven: 𐭅𐭓𐭅𐭃, Wērōd) a Pártus Birodalom királya i. sz 4-tól 6-ig.
I. sz. 4-ben a pártus arisztokrácia fellázadt V. Phraatész és társuralkodó anyja, Musza ellen, mert átengedték Örményországot a rómaiaknak. Miután azok elmenekültek (vagy megölték őket), az Arszakida dinasztia egyik tagját (pontos leszármazása nem ismert), III. Oródészt emelték a trónra. Uralkodásának részletei ismeretlenek. Iosephus Flavius szerint Oródész kegyetlen, lobbanékony, konok ember volt, ezért hamarosan, i. sz. 6-ban összeesküvést szerveztek ellene és vagy egy ünnepségen vagy vadászat közben meggyilkolták. A nemesség ezután követséget küldött Augustus római császárhoz, hogy engedje haza IV. Phraatész korábbi király ott élő négy fia közül Vonónészt, akit aztán királlyá koronáztak.

## Fordítás
Ez a szócikk részben vagy egészben  az   Orodes III of Parthia című angol Wikipédia-szócikk ezen változatának fordításán alapul.  Az eredeti cikk szerkesztőit annak laptörténete sorolja fel. Ez a jelzés csupán a megfogalmazás eredetét és a szerzői jogokat jelzi, nem szolgál a cikkben szereplő információk forrásmegjelöléseként.
| Előző uralkodó: V. Phraatész | Pártus király I. sz. 4 – I. sz. 6 | Következő uralkodó: I. Vonónész |